# Артюх, Александр Андреевич
Алекса́ндр Андре́евич Артю́х (1914 — 5 ноября 1943) — участник Великой Отечественной войны, наводчик миномёта 78-го гвардейского стрелкового полка 25-й гвардейской стрелковой дивизии 6-й армии Юго-Западного фронта, Герой Советского Союза (19.03.1944), гвардии младший сержант.

## Биография
Родился в 1914 году в станице Староминская (ныне — Староминского района Краснодарского края) семье боевого казака и знатного хлебороба Андрея Артюха. Его подворье и сегодня можно увидеть на улице Калинина в ст. Староминской, занимаемое его дальними потомками. Ранее семья проживала по улице Ленина в станице Староминской, но специально построились на том месте, где жил их предок. Так оно и осталось, это старинное подворье за Артюхами. Русский. Окончил Таганрогский авиационный техникум. Работал в Харькове (Украина) и Москве.
В Красной Армии с 1941 года. Участник Великой Отечественной войны с 1942 года. Сражался на Юго-Западном фронте. Принимал участие в освобождении Украины. В 1943 году стал членом ВКП(б).
Наводчик миномёта 78-го гвардейского стрелкового полка (25-я гвардейская стрелковая дивизия, 6-я армия, Юго-Западный фронт) гвардии младший сержант Александр Артюх 26 сентября 1943 года в составе передового отряда полка переправился через Днепр южнее села Войсковое Солонянского района Днепропетровской области Украины.
В бою за плацдарм отряд отразил шесть контратак противника, при этом поджёг четыре танка, уничтожил пулемёт и до двух батальонов пехоты.
В одной из рукопашных схваток гвардии младший сержант Александр Артюх лично уничтожил девять вражеских солдат, а из своего миномёта накрыл пулемёт противника, мешавший продвижению нашей пехоты.
Указом Президиума Верховного Совета СССР от 19 марта 1944 года за образцовое выполнение боевого задания командования в борьбе с немецко-фашистскими захватчиками и проявленные при этом мужество и героизм, гвардии младшему сержанту Артюху Александру Андреевичу присвоено звание Героя Советского Союза.
В начале ноября 1943 года части 25-й гвардейской стрелковой дивизии сосредоточились в районе Жабовка — Францовка и 4 ноября начали наступление в направлении Наталовка ― Гегеловка. Противник, закрепившись на заранее подготовленных позициях вдоль железнодорожной насыпи к югу от Жабовки, оказывал упорное сопротивление. При прорыве вражеской обороны 5 ноября 1943 года гвардии младший сержант Артюх погиб. Первоначально был похоронен в селе Францовка. Позднее был перезахоронен в братской могиле в селе Проминь ныне Днепровского района Днепропетровской области Украины.

## Награды
- Медаль «Золотая Звезда» Героя Советского Союза
- Орден Ленина
- Орден Красного Знамени

## Память
- Похоронен в селе Проминь Солонянского района Днепропетровской области Украины.
- В станице Староминская именем Героя названа улица.